# Samosir

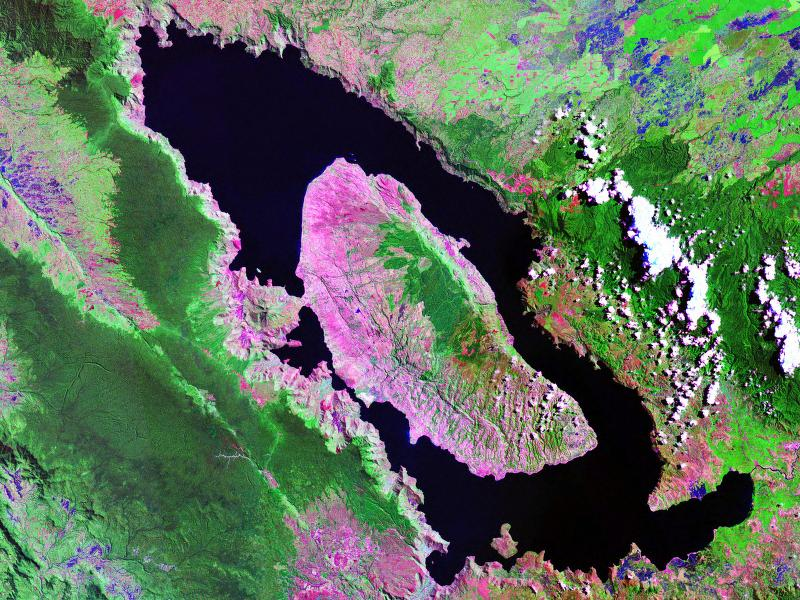
A ilha Samosir fica no lago Toba

Samosir, ou Pulau Samosir (2° 35′ N, 98° 49′ L) é uma grande ilha vulcânica no interior do Lago Toba, na ilha de Sumatra, Indonésia.
O lago e a ilha foram formados pela erupção de um supervulcão há cerca de 75 000 anos..
Com 630 km², Samosir é a maior ilha no interior de outra ilha, e a quarta maior ilha no interior de um lago.
Samosir é um popular ponto turístico por ter excelentes panoramas cénicos.

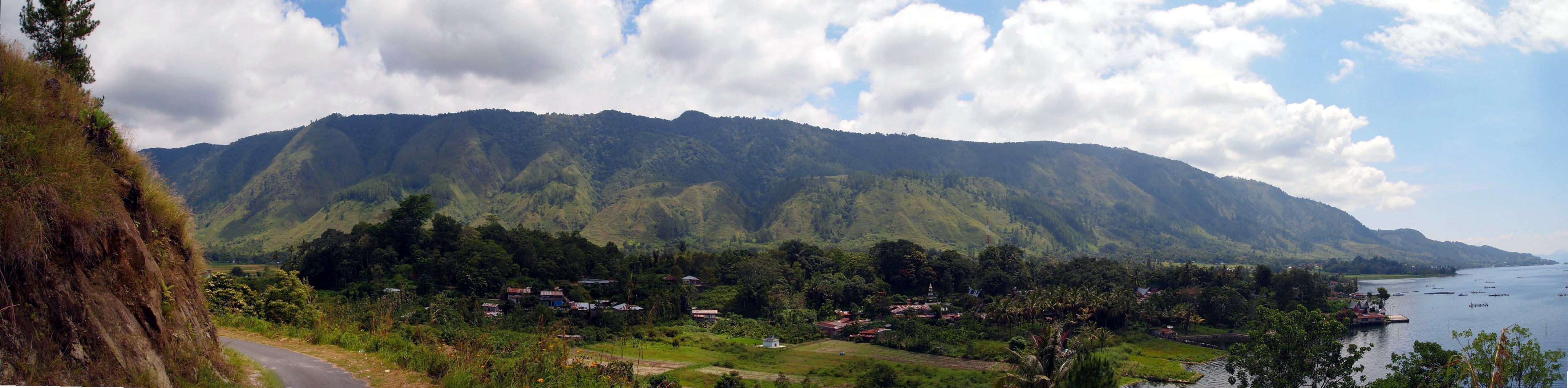
Panorama do lago e ilha Samosir